# Derorthaea curtiantenna
Derorthaea curtiantenna es una especie de insecto coleóptero de la familia Chrysomelidae.
Fue descrita científicamente en 1994 por Zhang.